# Staphida
Staphida és un gènere d'ocells de la família dels zosteròpids (Zosteropidae) i l'ordre dels passeriformes. Habiten la zona indomalaia.

## Taxonomia
Segons la classificació del Congrés Ornitològic Internacional (versió 11.1, 2021) aquest gènere està format per tres espècies fins fa poc incloses al gènere Yuhina:
- Staphida everetti - iuhina de Borneo.
- Staphida castaniceps - iuhina galtabruna.
- Staphida torqueola - iuhina d'Indoxina.